# وحدة العناية النفسية المركزة
وحدة العناية النفسية المركزة (PICU) هي جناح بالمستشفى للمرضى النفسيين المقيمين. ويكون هذا الجناح مزودًا بطاقم عمل على مستوى أعلى من طاقم عمل جناح الدخول العادي لفترة وجيزة.
إن وحدات العناية النفسية المركزة مصممة للعناية بالمرضى الذين لا يمكن التحكم في حالاتهم في أجنحة الأمراض النفسية المفتوحة نظرًا لمستوى الخطورة التي يشكلها هؤلاء المرضى على أنفسهم وعلى الآخرين. وعادةً ما تكون مدة إقامة المريض في هذه الوحدات قصيرة (عدة أسابيع فقط) ولا يبقى بها لفترات مطولة، فمن المفترض أن يتلقى المريض العلاج بها ثم تتم إعادته إلى جناح مفتوح بمجرد استقرار حالته العقلية. وتشتمل الكثير من وحدات العناية النفسية المركزة على غرفة عزل.
وهناك اعتقاد خاطئ شائع بين العامة وبعض المرضى أن وحدة العناية النفسية المركزة هي نوع من «الأجنحة العقابية» أو «وحدات العزل» (كتلك الموجودة في سجون المملكة المتحدة). إلا أن الدور المنوط بوحدة العناية النفسية المركزة لا يشمل أيًا من هاتين الوظيفتين، ولا يتم إرسال المرضى إلى وحدة العناية النفسية المركزة كنوع من العقاب على سلوكهم. ويجب أن يتضمن أي قرار بنقل مريض ما إلى وحدة العناية النفسية المركزة تقييمًا إكلينيكيًا للمخاطر التي يشكلها المريض على نفسه وعلى الآخرين.

## البيئة
عادةً ما تتضمن وحدات العناية النفسية المركزة المكونات البيئية التالية:
- نسبة طاقم العمل إلى المرضى أعلى من المعتاد؛
- جميع أبواب الدخول/الخروج تكون موصدة؛
- عرض فتحات النوافذ يكون ضيقًا؛
- يتم تفتيش حقائب الزوار عند الدخول ويتم استبعاد الأدوات الخطيرة؛
- يكون الدخول إلى بعض المناطق مثل مطبخ الوحدة والمساحات الخارجية الآمنة (مثل الحديقة) خاضعًا للرقابة وتقييم المخاطر بالنسبة لكل مريض على حدة.

## الرابطة الوطنية لوحدات العناية النفسية المركزة
تعد الرابطة الوطنية لوحدات العناية النفسية المركزة (National Association of Psychiatric Intensive Care Units) والوحدات منخفضة الأمان (NAPICU) والتي يقع مقرها في المملكة المتحدة مؤسسة متعددة التخصصات المهنية تهدف إلى تحسين الممارسة الطبية داخل وحدات العناية النفسية المركزة ووحدات الخدمات ذات مستوى الأمان المنخفض، كما أنها تجري الأبحاث وتقوم بعمليات المراجعة وتقدم التدريب والتعليم. وقد ساعدت هذه الرابطة في تطوير وسائل التوجيه الوطني وعملت بالتعاون مع المؤسسات الشريكة للمساعدة في وضع معايير لاعتماد الوحدات.

## دورية العناية النفسية المركزة
تنشر الرابطة دورية العناية النفسية المركزة (Journal of Psychiatric Intensive Care).

## وصلات خارجية
- NAPICU website
- Journal of Psychiatric Intensive Care